# وزارة التنمية الاجتماعية والأسرية (سنغافورة)
وزارة التنمية الاجتماعية والأسرية (بالملايوية: Kementerian Pembangunan Sosial dan Keluarga)‏ ؛ (بالصينية: 社会及家庭发展部)؛ (بالتاميلية: சமுதாய, குடும்ப மேம்பாட்டு அமைச்சு)‏ وزارة تابعة لحكومة سنغافورة مسؤولة عن صياغة وتنفيذ السياسات المتعلقة بالبنية التحتية المجتمعية والبرامج والخدمات في سنغافورة.

## وصلات خارجية
- وزارة التنمية الاجتماعية والأسرية